# Sistema a partito egemone
Un sistema a partito egemone (o a partito dominante) è un sistema politico in cui un solo partito domina costantemente il teatro istituzionale rispetto ai partiti di opposizione.
Spesso comune nei regimi dittatoriali, una tale configurazione politica può rinvenirsi anche nei sistemi democratici poiché, tecnicamente qualsiasi partito al potere per più di un mandato consecutivo potrebbe essere considerato un partito egemone.
Tra il 1950 e il 2017, più di 130 Paesi sono stati annoverati nell'elenco dei sistemi a partito dominante in momenti diversi.

## Esempi

### Angola
Uno degli esempi conosciuti in Angola è il Movimento Popolare di Liberazione dell'Angola (MPLA).

### Azerbaigian
Uno degli esempi conosciuti in Azerbaigian è il Partito del Nuovo Azerbaigian (YAP).

### Cambogia
Uno degli esempi conosciuti in Cambogia è il Partito Popolare Cambogiano (CPP).

### Giappone
Uno degli esempi conosciuti in Giappone è il Partito Liberal Democratico (LDP).

### Italia
Uno degli esempi più famosi in Italia è stato la Democrazia Cristiana (DC).

### Singapore
Uno degli esempi conosciuti a Singapore è il Partito d'Azione Popolare.

### Russia
Uno degli esempi conosciuti in Russia è Russia Unita (RU).

### Sudafrica
Uno degli esempi conosciuti nel Sudafrica post-apartheid è il Congresso Nazionale Africano (ANC).

### Venezuela
Uno degli esempi conosciuti in Venezuela è il Partito Socialista Unito del Venezuela (PSUV).

### Zimbabwe
Uno degli esempi conosciuti in Zimbabwe è l'Unione Nazionale Africana di Zimbabwe - Fronte Patriottico (ZANU-PF).